# Treslica
Treslica, rod trava iz podtribusa Brizinae, dio tribusa Aveneae. Postoji pet priznatih vrstas raširenih po Europi, sjevernoj Africi i Aziji.
U Hrvatskoj rastu tri vrste, velika treslica ili biserska trava, srednja treslica ili zečje žito i mala treslica.

## Vrste
1. Briza humilis M.Bieb.
2. Briza marcowiczii Woronow
3. Briza maxima L.
4. Briza media L.
5. Briza minor L.